# Lukrecja Borgia
Lukrecja Borgia wł. Lucrezia Borgia, kat. Lucrècia Borja, łac. Lucretia de Borgia] (ur. 18 kwietnia 1480 w Subiaco, zm. 24 czerwca 1519 w Ferrarze) – włoska arystokratka z rodu Borgiów, córka papieża Aleksandra VI, w 1504–1519 księżna Modeny i Ferrary jako żona Alfonsa I.
W 1493 została wydana za mąż za Giovanniego Sforzę, pana na Pesaro. Małżeństwo zostało unieważnione w 1497. W następnym roku poślubiła Alfonsa Aragońskiego, królewicza neapolitańskiego. Drugi mąż Lukrecji zginął zamordowany prawdopodobnie na polecenie jej brata, Cezara. W 1503 wyszła za mąż po raz trzeci, za Alfonsa I d’Este, księcia Ferrary. Pod nieobecność męża zajmowała się zarządem państwa. Znana była jako m.in. protektorka artystów.
Przez dłuższy czas była owiana złą sławą, przypisywano jej kazirodcze stosunki z ojcem i bratem Cezarem. W związku z tym stała się popularną bohaterką utworów literackich, a później także filmowych. W II połowie XIX w. jej postać została zrehabilitowana przez historiografię.

## Życiorys

### Pochodzenie

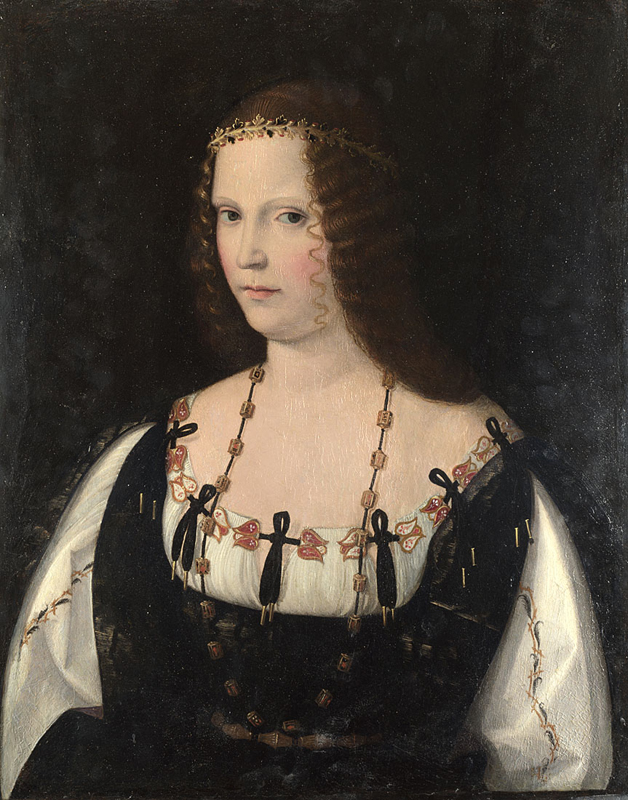
Portret damy pędzla Bartolomeo Veneziano. Hipotetyczny portret księżnej Lukrecji według Marii Bellonci, autorki biografii Lucrezia Borgia, la sua vita e i suoi tempi (1939). Identyfikacja modelki nie została przyjęta przez historyków sztuki.

Przyszła na świat jako córka kardynała Rodriga Borgii i jego kochanki Vannozzy Cattanei. Miała trzech rodzonych braci: Cezara, Juana i Jofrégo. Starszym przyrodnim rodzeństwem Lukrecji byli Pedro Luis książę Gandii, Girolama, Laura Orsini i Isabella, żona Pietra Matuzziego. Młodszym przyrodnim bratem Lukrecji był Rodrigo, urodzony w 1502 lub 1503.
Lukrecja używała herbu Borgia-Doms, który odróżniał linię Borgiów, do której należał jej ojciec od linii papieża Kaliksta III. Herb ten przedstawia na tarczy dwudzielnej w słup w polu prawym złotym byka Borgiów, w polu lewym trzy pasy złote i trzy błękitne lub czarne rodu Doms (Oms).

### Narodziny
Lukrecja urodziła się 18 kwietnia 1480. Nie jest znane jej miejsce urodzenia. Przypuszcza się, że było to Subiaco. Pojawiły się też poglądy, jakoby przyszła na świat w Rzymie albo w Hiszpanii.

### Edukacja i plany małżeńskie
Dzieciństwo spędziła w Rzymie; przypuszcza się, że w klasztorze dominikanek pod wezwaniem św. Sykstusa przy Via Appia i w domu swojej krewnej Adriany de Mila. Nie wiadomo wiele na temat edukacji Lukrecji; pewne jest, że posługiwała się biegle językiem włoskim i katalońskim. Poza tym znała francuski i łaciński oraz słabo grecki. Lukrecja uczyła się też muzyki, rysunku i haftowania.
26 lutego 1491 została zaręczona z hiszpańskim szlachicem, don Cherubinem (Querubinem) Juanem de Centelles. Zgodnie z umową w ciągu roku miała się udać do Hiszpanii i w ciągu następnych sześciu miesięcy poślubić narzeczonego. Do małżeństwa nie doszło, a niedługo potem Lukrecja została zaręczona z innym Hiszpanem, don Gasparem d’Aversa, hrabią Procida.
W 1492 ojciec Lukrecji został papieżem (jako Aleksander VI) i rozpoczął rozmowy na temat ślubu córki z Giovannim Sforzą, hrabią Corignola, panem na Pesaro. Zwolennikiem tej kandydatury był krewny Giovanniego, kardynał Ascanio Sforza. Małżeństwo ze Sforzą miało umocnić sojusz papieża z jego krewnym, Ludovikiem Sforzą, władcą Mediolanu, i Karolem VIII, królem Francji. Na wieść o rozmowach na ten temat do Rzymu przybył Gaspar d'Aversa, jednak za cenę 3 tysięcy dukatów zgodził się rozwiązać umowę w sprawie poślubienia Lukrecji.

### Małżeństwo z Giovannim Sforzą
2 lutego 1493 w Rzymie Lukrecja poślubiła per procura Giovanniego Sforzę, którego reprezentował Niccoló de Saiano. W tym czasie rozeszły się pogłoski, że papież zamierza wydać córkę za mąż za hrabiego Prada. Część historyków posądzała papieża o prowadzenie podwójnej gry; w świetle nowszych badań okazało się to wybiegiem Aleksandra VI, mającym zmylić przeciwników małżeństwa Giovanniego i Lukrecji.
12 czerwca 1493 w Rzymie odbył się ślub córki papieża i pana na Pesaro. Małżeństwo to nie zostało od razu skonsumowane; przypuszcza się, że było to spowodowane wiekiem panny młodej. Sforza wyjechał z Rzymu na początku sierpnia 1493. W połowie września ustalono, że w połowie października Giovanni miał wrócić do Rzymu, celem skonsumowania małżeństwa. Pan na Pesaro przybył jednak po 10 listopada.
8 czerwca 1494 Lukrecja przybyła do Pesaro, gdzie czekał już na nią mąż. Rok później, w czerwcu 1495, wróciła do Rzymu, a cztery miesiące później dołączył do niej Sforza. W marcu 1496 pan na Pesaro opuścił stolicę Państwa Kościelnego, by wrócić – na żądanie papieża – w styczniu 1497. W tym czasie papież był niechętny Sforzom. W Wielki Piątek 1497 Giovanni uciekł z Rzymu. Według kronikarzy Pietra Marzetta i Bernarnda Monaldiego Lukrecja, dowiedziawszy się, że jej rodzina planuje zamordowanie Giovanniego, ostrzegła go, co skłoniło pana na Pesaro do ucieczki. Część badaczy wątpi w prawdziwość tych relacji.
Z Pesaro Giovanni Sforza odmawiał powrotu do Rzymu i domagał się, by przysłano mu żonę. W odpowiedzi papież Aleksander VI rozpoczął starania o unieważnienie małżeństwa córki. Papież dopiął celu 22 grudnia 1497, oficjalnie z powodu nieskonsumowania małżeństwa.
6 czerwca 1497 Lukrecja schroniła się w klasztorze dominikanek San Sisto. W czasie tego pobytu nawiązała romans z Pedrem Caldesem (Calderonem) zwanym Perrotto, jednym z domowników i posłańców papieża. W lutym 1498 Perrotto został zapewne utopiony w Tybrze na polecenie Cezara Borgii.

### Małżeństwo z Alfonsem d’Aragon
Jeszcze w czasie, kiedy małżeństwo Lukrecji i Giovanniego Sforzy nie zostało rozwiązane, o jej rękę starał się Antonello Sanseverino, syn księcia Salerno. Kolejnymi kandydatami na męża Lukrecji byli Francesco Orsini książę Graviny, Appiani pan na Piombino, Ottaviano Riario (syn Cateriny Sforzy) i Alfons Aragoński, książę Bisceglie, naturalny syn Alfonsa II, króla Neapolu.
Borgiom zależało najbardziej na tej ostatniej kandydaturze. Ostatecznie w lipcu 1498 w Rzymie Alfonso poślubił Lukrecję. Kolejny rok przyniósł zacieśnienie stosunków między papieżem a Francją przeciwko Mediolanowi, sprzymierzonemu z kolei z królestwem Neapolu. 2 sierpnia 1499 Alfonso, uświadomiony przez kardynała Ascania Sforzę, uciekł z Rzymu, ścigany przez ludzi papieża. Rozpaczającą po ucieczce męża Lukrecję papież próbował pocieszyć, mianując ją gubernatorem Spoleto i Foligno. Niedługo potem pertraktacje między papieżem a Ferrantem, królem Neapolu, doprowadziły do tego, że 14 października 1499 Alfonso, w towarzystwie żony, powrócił do Rzymu, gdzie 1 listopada Lukrecja urodziła syna, któremu nadano imię Roderyk po dziadku macierzystym. Chrzciny zaszczycili kardynałowie oraz posłowie obcych państw, w tym reprezentanci królów Anglii i Neapolu, a ojcami chrzestnymi dziecka zostali biskup Capaccio Ludovico Podocatharo (Podocathor) i biskup Modeny Giovanni Battista Ferrari.
Cezar Borgia, brat Lukrecji, dążył do zacieśnienia więzów z Francją i zupełnego zerwania z Neapolem. 15 lipca 1500 ludzie Cezara próbowali zamordować Alfonsa – książę Brisceglie jednak przeżył. Lukrecja czuwała przy mężu, by nie stało mu się nic złego. 18 sierpnia 1500 do komnaty Alfonsa wpadł Corella don Michelle zwany Micheletto, zaufany Cezara, i aresztował wszystkich ludzi księcia Brisceglie. Lukrecja i jej szwagierka Sancia żądały ich uwolnienia. Micheletto oświadczył, że otrzymał takie rozkazy i że obie mogą się udać do komnaty papieża, by uzyskać zgodę na uwolnienie więźniów. Kiedy Lukrecja i Sancia wybiegły z komnaty, Micheletto udusił Alfonsa.
Opłakująca męża Lukrecja wyjechała na jakiś czas do Nepi.

### Małżeństwo z Alfonsem d’Este
Już we wrześniu 1499 o rękę Lukrecji starał się Ludwik III (1467–1503), hrabia Ligny, krewny francuskiego króla Ludwika XII. Później pertraktacje w tej sprawie podejmowali Ottavio Colonna i Francesco Orsini (zm. 1503), książę Graviny. Wdowa po Alfonsie d’Aragon odrzuciła kandydaturę Orsiniego słowami: „Ponieważ moim mężom źle się wiedzie”.

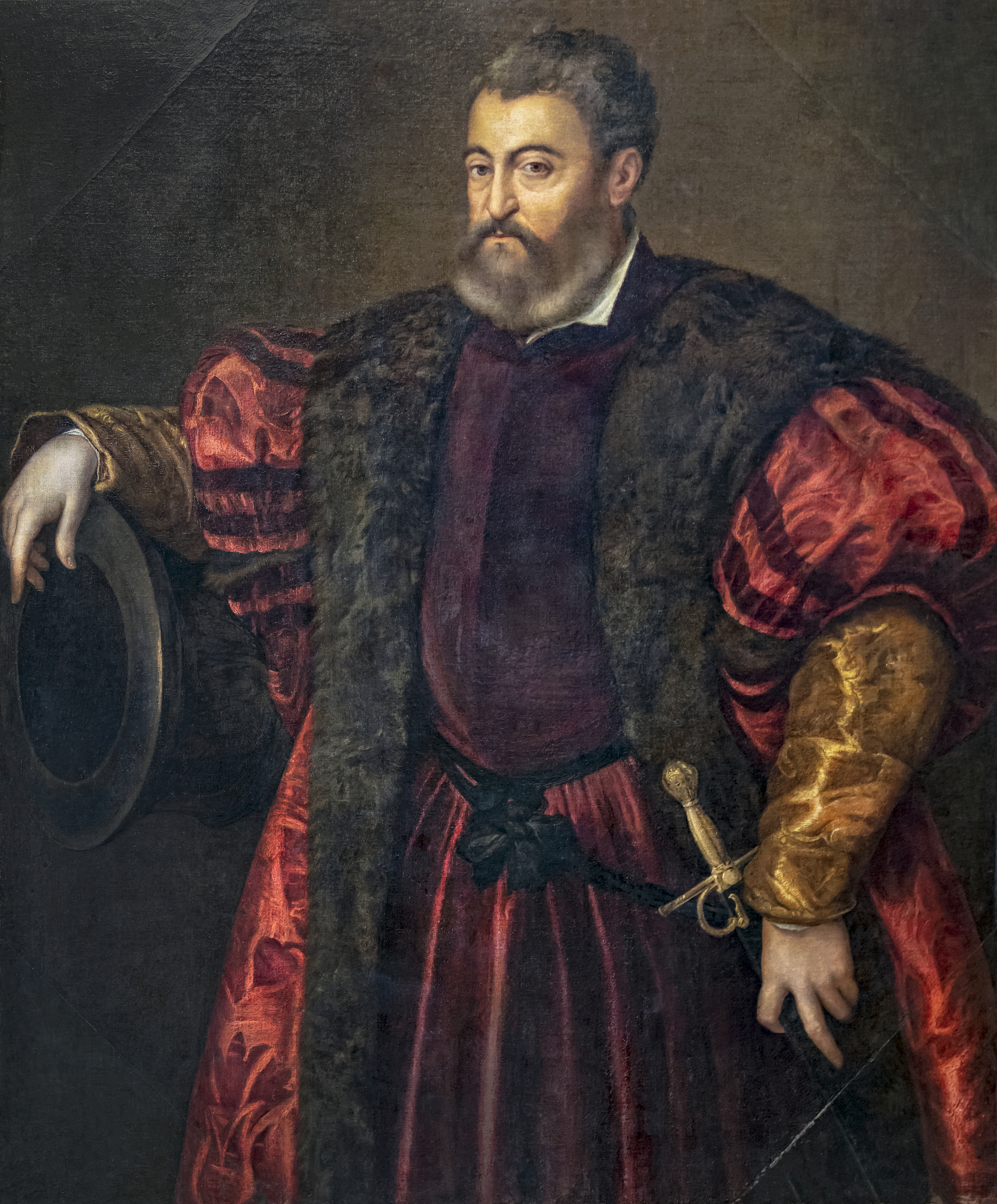
Alfonso I d’Este, trzeci mąż Lukrecji Borgii

W lutym 1501 kardynał Giambattista Ferrari, ojciec chrzestny syna Lukrecji, zaproponował Ercolemu d’Este, księciu Ferrary, małżeństwo jego dziedzica z Lukrecją. Aleksander VI w czasie toczonych negocjacji zamanifestował, jak wysoko ceni córkę, powierzając jej we wrześniu 1501 całkowitą władzę nad Watykanem, kiedy sam udawał się na objazd kościelnych terytoriów. Władca Ferrary wymusił na papieżu wielki posag – 100 tysięcy dukatów, zamki Cento i Pieve, klejnoty i inne przedmioty wartości 75 tysięcy dukatów, a także obniżenie rocznej daniny Ferrary na rzecz papiestwa (z 4 tysięcy dukatów do stu), inwestyturę księstwa Ferrary dla wszystkich potomków Lukrecji i Alfonsa oraz stanowisko archiprezbitera bazyliki Świętego Piotra dla Ippolita d’Este, młodszego brata Alfonsa. 26 sierpnia 1501 w Watykanie podpisano kontrakt ślubny.
31 sierpnia 1501 w apartamencie Cezara miała odbyć się orgia zwana tańcem na kasztanach; w uczcie oprócz papieża miała brać udział także Lukrecja. O takim zdarzeniu nie wspominają skrupulatni i dokładni w swoich relacjach wysłannicy księcia Ferrary, przebywający w tym czasie w Rzymie. Pisze o tym jednak Burcardo i inni współcześni. Część badaczy skłania się do uznania tej relacji za prawdziwą, inni odmawiają jej wiarygodności.
30 grudnia 1501 w Rzymie odbył się ślub per procura Lukrecji i Alfonsa d’Este; tego ostatniego zastępował młodszy brat Ferrante. 6 stycznia 1502 opuściła Rzym. 2 lutego w Ferrarze poślubiła Alfonsa. Pierwsze miesiące trzeciego małżeństwa upłynęły Lukrecji na targowaniu się z teściem co do sumy przeznaczanej na utrzymaniu jej dworu – Ercole proponował 10 tysięcy dukatów rocznie, którą to kwotę Lukrecja uważała za niską. Ostatecznie Ercole zgodził się na kwotę 12 tysięcy dukatów.
W sierpniu i wrześniu 1502 w czasie ciąży stan zdrowia córki papieża pogorszył się. 5 września urodziła martwą dziewczynkę. 13 września napisała kodycyl do testamentu z legatem na rzecz syna Rodriga di Bisceglie. Później nastąpiła poprawa.
Pod koniec 1502 na dworze w Ferrarze zjawił się poeta Pietro Bembo, którego wkrótce z Lukrecją połączyło uczucie. Romans zakończył się wiosną 1505, jednak korespondowali ze sobą do 1517. Po odjeździe Bemba księżnę Ferrary połączyła więź z Ludwikiem Gonzagą, margrabią Mantui. Rolę pośrednika między nimi spełniał Ercole Strozzi. Gdy Ercole został zamordowany w czerwcu 1508, jego rolę przejął brat, Lorenzo. Stała korespondencja między Gonzagą a Lukrecją zanikła w 1513.
25 stycznia 1505 zmarł Ercole i Alfonso d’Este został władcą Ferrary; w ten sposób Lukrecja została księżną. Pod nieobecność męża w 1512 sprawowała rządy wspólnie ze swoim szwagrem, kardynałem Ippolitem. Także w czasie obecności męża udzielała się w rządach; zwłaszcza zajmowała się rozpatrywaniem suplik poddanych.
W 1518 wstąpiła do trzeciego zakonu franciszkańskiego; zaczęła pod książęcymi szatami nosić włosienicę. Zaczęła często przystępować do komunii. Na początku 1519 wysłała do papieża Leona X list z prośbą o specjalne błogosławieństwo, którego papież jej udzielił.
15 czerwca 1519 urodziła swoje ostatnie dziecko, córkę Izabelę Marię.

## Śmierć i pochówek
Lukrecja Borgia zmarła dziewięć dni później na skutek gorączki połogowej.
Księżna Lukrecja została pochowana w ferraryjskim klasztorze klarysek pw. Bożego Ciała (Corpus Domini, niekiedy zwany Corpus Christi). Konwent odgrywał bardzo ważną rolę w życiu rodu Estów, a w okresie panowania Herkulesa I oraz jego następców stał się miejscem pochówku najważniejszych członków rodziny panującej. Jej ciało złożono obok teściowej Eleonory i syna Alessandra. Później obok Lukrecji zostali pochowani jej córeczka Izabela Maria i mąż Alfons.

## Potomstwo
Według relacji współczesnych Lukrecja miała dziecko z Pedrem Caldesem (Calderonem). Urodziło się ono w marcu 1498.
Identyfikuje się je jako Giovanniego Borgię, który jako trzyletnie dziecko w sierpniu 1501 otrzymał inwestyturę księcia Nepi. Według pierwszej bulli papieskiej z 1 września 1501 był synem Cezara Borgii i nieznanej kobiety wolnego stanu; według drugiej bulli z tego samego dnia ojcem Giovanniego był papież, a matką nieznana kobieta wolnego stanu.
Część badaczy odrzuca taką identyfikację, inni wskazują na szereg przesłanek wskazujących na identyfikację, jak m.in. zbieżność dat urodzenia, uregulowanie sytuacji Giovanniego krótko przed wyjazdem Lukrecji do Ferrary, troska Lukrecji o dziecko, równy podział dóbr dokonany przez Lukrecję między jej syna Rodriga a Giovanniego.
W małżeństwie z Alfonsem d’Aragon była dwukrotnie w ciąży. 9 lutego 1499, będąc w drugim miesiącu, poroniła. Synem Alfonsa i Lukrecji był:
- Rodrigo (ur. 1 listopada 1499, zm. pod koniec sierpnia 1512).

Z małżeństwa z Alfonsem d’Este pochodzili:
- martwo urodzona córka (ur. i zm. 5 września 1502);
- Alessandro (ur. 19 września 1505, zm. 15 października 1505);
- Ercole II (ur. 4[37] lub 14 kwietnia[38] 1508, zm. 1559), książę Ferrary;
- Ippolito (ur. 1509, zm. 1572), kardynał;
- Alessandro (ur. 1514, zm. 1516);
- Eleonora (Leonora) (ur. 1515, zm. 1575), ksieni klasztoru Bożego Ciała w Ferrarze;
- Francesco (ur. 1516, zm. 1578), margrabia Massalombarda;
- Izabela Maria (ur. 15 czerwca 1519, zm. po 17 listopada 1519[39]).

Była babką Anny d’Este.

## Historiografia

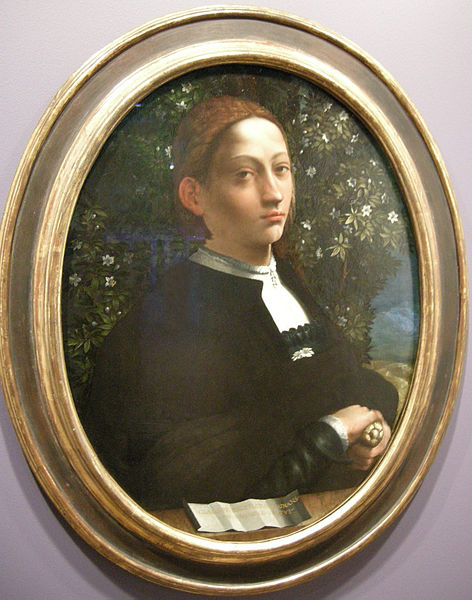
Lukrecja Borgia ok. 1518 roku. Portret autorstwa Dosso Dossiego.

Giorolamo Priuli, wenecki kronikarz, nazwał ją największą kurtyzaną Rzymu. Podobnie wypowiadał się o niej umbryjski kronikarz Matarazzo. Od czasów dzieła Vita di Cesare Tomasa Tomasiego z drugiej połowy XVI w., uzupełnionego później przez Gregoria Letiego, Lukrecja cieszyła się bardzo złą opinią.

Oskarżano ją m.in. o utrzymywanie kazirodczych stosunków z ojcem oraz braćmi, Juanem i Cezarem. Informacje na ten temat przekazali m.in. Marino Sanudo w swoich Diari, Domenico Malipiero w Annali Veneti, umbryjski kronikarz Matarazzo, Francesco Guicciardini, epigramatycy Giovanni Pontano, Jacopo Sannazaro, Evangelista Capodiferro i inni. Opierali się jedynie na pogłoskach i pogląd o kazirodczych związkach łączących Lukrecję z jej braćmi jest odrzucany przez literaturę naukową. Papieża Aleksandra VI o stosunki seksualne z córką oskarżał jego zięć, Giovanni Sforza. Jak pisze włoska badaczka Maria Bellonci, 

Oskarżeniem natomiast dającym naprawdę do myślenia jest to, które wyszło z ust pana na Pesaro, gdyż przez niego, nie ma co zaprzeczać, przemawia ktoś, kto żył w prawdziwej bliskości rodziny Borgiów. Podtrzymywał on swoje oskarżenie wytrwale, mimo lęku. W niewielkim tylko stopniu możemy złagodzić jego brutalność drogą rozumowania, kładąc na szalę tchórzliwą naturę hrabiego Pesaro, urazy, jakie żywił względem papieskiej rodziny, ból wywołany doznanymi zniewagami.

Postać Lukrecji zaczęto rehabilitować w drugiej połowie XIX wieku. W 1866 Giuseppe Campori opublikował w „Nuova Antologia” artykuł oparty na archiwaliach Ofiara historii (Una vittima della storia), z którego wyłoniła się inna postać Lukrecji. W 1874 ukazała się biografia córki Aleksandra VI autorstwa niemieckiego historyka Ferdinanda Gregoroviusa, opierającego się m.in. na archiwach Rzymu, Modeny i Mantui. Praca Gregoroviusa stała się punktem wyjścia do dalszych badań nad osobą księżnej Ferrary.
Sam Gregorovius stwierdził: Nikt nie zechce uwierzyć, że Rzym i dwór papieski jej nie skaziły, ale jednocześnie nikt bezstronny i uczciwy nie może utrzymywać, że była winna przypisywanych jej nikczemnych czynów.
Również Ludwig von Pastor skłonny był rehabilitować Lukrecję, pisząc: Choć uznajemy, że nie uchroniła się przed zapowietrzonym oddechem zdeprawowanego środowiska, w którym żyła, to trzeba stwierdzić, że nie była taką bestią, jaką ją przedstawiała część oszczerczej i goniącej za sensacją historiografii.

## Lukrecja w literaturze, sztuce i kulturze popularnej

### Poezja renesansowa
W 1493 Serafino dell’Aquila napisał dla Lukrecji sielankę, a Marcantonio Flaminio łaciński wiersz. Maddaleni Capodiferro w jednych epigramatach chwali Lukrecję (podobnie jak i pozostałych Borgiów), a w innych zarzuca jej kazirodcze stosunki z najbliższymi. W 1507 ukazały się drukiem dwa tomiki wierszy dedykowanych Lukrecji; ich autorem był Marcello Filosseno.
Wiersze z okazji uroczystości weselnych Lukrecji i Alfonsa d’Este pisali Celio Calcagnini, Niccoló Maria Panizzato i Ariosto. Na początku 1502 nieznany bliżej hiszpański poeta poświęcił wiersz Lukrecji i jej dwórkom. Tomik wierszy księżnej Ferrary poświęcił także Lodovico Bonaciolo.
O swojej miłości do córki papieża zapewniał w swoich utworach Bernardo Accolti. Skierował do niej wiersz miłosny Evangelista Capodiferro. Bembo, kochanek Lukrecji, poświęcił jej Ascolani, rozważania i wiersze na temat miłości, a Giorgio Robuto Alessandrino poemacik w 1505 lub 1506. Lukrecja pojawia się w epigramach Ercola Strozziego. Jacopo Caviceo zadedykował jej powieść Pielgrzym.

### Teatr
W Lukrecję Borgię wcieliła się Sarah Bernhardt w sztuce o tej samej nazwie z 1911.

### Utwory muzyczne
Na kanwie plotek i faktów z życia Lukrecji powstała opera pt. Lucrezia Borgia Gaetano Donizettiego do libretta Felice Romaniego na podstawie sztuki Wiktora Hugo. Wystawiono ją po raz pierwszy w 1833 w Mediolanie, prapremiera polska odbyła się w 1843 w Warszawie.
Księżna Ferrary jest podmiotem lirycznym piosenki Lukrecja Borgia (Lukrezia Borgia), autorstwa Jerzego Satanowskiego i Andrzeja Ozgi, wykonywanej przez Edytę Geppert.

### Powieści i dramaty
Lukrecja pojawia się w The Shame of Motley, powieści Rafaela Sabatiniego (1908). Pojawia się w dramacie Adolfa Nowaczyńskiego "Cezar i Człowiek" (1937). Jest też jedną z bohaterek powieści Mario Puzo pt. Rodzina Borgiów. Występuje też w Mirror, Mirror, powieści z elementami fantasy autorstwa amerykańskiego pisarza Gregory’ego Maguire’a (2003).
Księżna Ferrary jest bohaterką powieści Córka papieża noblisty Daria Fo, przetłumaczonej m.in. na język polski przez Natalię Mętrak-Rudę.

### Filmy i seriale telewizyjne
W niemieckim filmie Lukrecja Borgia z 1922 w tytułową bohaterkę wcieliła się Liane Haid, a we francuskim dramacie historycznym z 1953 pod tym samym tytułem – Martine Carol. W Opowieściach niemoralnych w reżyserii Waleriana Borowczyka (francuski tytuł oryginalny Contes immoraux; 1974), w czwartej i ostatniej noweli wchodzącej w skład tego filmu, zagrała ją Florence Bellamy. Powstał również trzysezonowy serial o całej rodzinie Borgiów pod tytułem Rodzina Borgiów. W rolę Lukrecji wcieliła się Holliday Grainger.

### Gry
Postać Lukrecji Borgii pojawia się w grze Assassin’s Creed: Brotherhood.